# Elios Ferré
Elios Ferré (* 18. Dezember 1956) ist ein französischer Jazzgitarrist.

## Leben und Wirken
Sein Vater Pierre Matelo Ferret war ebenso wie sein Onkel Baro Ferret mit Django Reinhardt befreundet und hat auch mit ihm zusammen gespielt. Anfänglich am Piano interessiert, wandte sich Elios jedoch über den Flamenco und das Spiel von Jimi Hendrix der Gitarre zu. Elios studierte Harmonielehre und Komposition bei Pierre Lantier. Seine erste Schallplatte hat er im Alter von 14 Jahren für Disques Barclay eingespielt.
Seit 1978 spielt Boulou regelmäßig gemeinsam mit seinem älteren Bruder, dem Gitarristen
Boulou Ferré im an den Stil von Django Reinhardt anknüpfenden Duo und in größeren Formationen vom Trio bis zum Quintett und legt entsprechende CDs vor. Des Weiteren ist er mit Larry Coryell, Daniel Humair und Raymond Le Sénéchal aufgetreten.
2006 erhielt er gemeinsam mit seinem Bruder den französischen Django d’Or.

## Diskographische Hinweise
- Boulou & Elios Ferré Pour Django (SteepleChase, 1979)
- Boulou Ferré & Niels-Henning Ørsted Pedersen & Elios Ferré Trinity (SteepleChase, 1986)
- Boulou & Elios Ferré Featuring Alain Jean-Marie & Gilles Naturel The Rainbow of Life (BeeJazz 2003)
- Boulou & Elios Ferré Live in Montpellier (and Paris) DVD (ed. 2006) mit Lee Konitz[2]
- Boulou Ferré, Elios Ferré, Christophe Astolfi: La bande des trois (2015)
- Boulou & Elios Ferré and Friends: Soir de Paris (2024, Kompilation)